# Wormwood (mini-série)
Pour les articles homonymes, voir Wormwood.
Wormwood est une mini-série télévisée américaine du genre docufiction historique en six épisodes créée et réalisée par Errol Morris.
La mini-série est basée sur la vie de Frank Olson, un chimiste qui travaillait sur des programmes secrets d'armes biologiques au centre médical militaire de Fort Detrick et qui est mort de façon controversée.

## Fiche technique
- Titre original et français : Wormwood
- Réalisation : Errol Morris
- Scénario : Kieran Fitzgerald, Steven Hathaway et Molly Rokosz
- Décors : Marina Parker
- Costumes : Catherine Riley et Jennifer Rogien
- Photographie : Ellen Kuras et Igor Martinovic
- Montage : Steven Hathaway
- Musique : Paul Leonard-Morgan
- Pays d'origine : États-Unis
- Format : Couleurs - 35 mm - 2,35:1 - Dolby Digital
- Genre : docufiction historique
- Nombre de saisons : 1
- Nombre d'épisodes : 6
- Durée : 40-48 minutes
- Dates de première diffusion :
  - États-Unis : 1er septembre 2017 (Festival du film de Telluride)
  - Italie : 6 septembre 2017 (Mostra de Venise 2017)

## Distribution

### Entretiens
- Eric Olson : fils de Frank
- David Rudovsky : avocat de la famille
- Seymour Hersh : journaliste d'investigation

### Reconstitution
- Peter Sarsgaard (VF : Guillaume Lebon) : Frank Olson
- Molly Parker (VF : Charlotte Correa) : Alice Olson, la femme de Frank Olson
- Christian Camargo (VF : Emmanuel Curtil) : docteur Robert Lashbrook
- Scott Shepherd (VF : Thomas Roditi) : Vincent Ruwet
- Tim Blake Nelson (VF : Pierre-François Pistorio) : Sidney Gottlieb
- Jimmi Simpson : un agent de la CIA
- Bob Balaban (VF : Hervé Jolly) : docteur  Harold A. Abramson
- Michael Chernus : docteur James Starrs